# Хромченко Евеліна Леонідівна
Евеліна Леонідівна Хромченко (нар. 27 лютого 1971, Уфа) — російська журналістка, телеведуча і письменниця. Протягом 13 років вона займала пост головної редакторки і креативного директора російської версії журналу L'Officiel.

## Біографія

### Дитинство і юність
Народилася 27 лютого 1971 року в місті Уфа в родині економіста і викладачки російської мови і літератури, у віці 9-10 років переїхала в Москву.
Закінчила московську школу № 21 з викладанням ряду предметів англійською мовою, закінчила з червоним дипломом факультет журналістики МДУ.

### Кар'єра
Під час навчання в МДУ в 1991 році стала штатною співробітницею Всесоюзного комітету з телебачення і радіомовлення (головна редакція радіомовлення для дітей та юнацтва, радіостанція «Зміна»), де за три роки отримала кілька підвищень по службі (від референта до оглядача) і організувала ряд авторських радіопроектів, один з яких — радіопрограма для дівчаток-підлітків «Спляча красуня» — був присвячений питанням моди і краси. Також співпрацювала з програмою «Погляд» телекомпанії «BID».
З 1992 року по 1997 рік була постійною оглядачкою моди радіостанції «Європа Плюс». У 1994 році створила і реалізувала концепцію журналу для дівчаток-підлітків «Маруся».
У 1995 році разом з Олександром Шумським заснувала PR-агентство «Департамент моди Евеліни Хромченко», згодом, у 1996-му, перейменоване в «Артефакт».
Керувала зв'язками з громадськістю на таких проектах, як «Тиждень високої моди в Москві», конкурси моделей "Elite Model Look, " візити в Москву кутюр'є Емануеля Унгаро і Валентино Гаравані, президента «Gucci Group» Доменіко де Сіль (італ. Domenico De Sole).
У той же час працювала позаштатно як оглядач моди в таких виданнях, як «Cosmopolitan», «Elle», «Вогник», газетах «Известия», «Сегодня», «Комсомольская правда», «Нова газета», а також радіо «Європа Плюс», де запустила програму про моду «Подіум». Виступала консультантом з питань моди в різних телепрограмах. 1 січня 1998 очолила російське видання журналу про моду «L'Officiel», будучи головною редакторкою і креативним директором журналу. Є членом журі конкурсів молодих дизайнерів «ANDAM», «Російський силует», Конкурсу імені Надії Ламанова і т. д.
З липня 2007 року є ведучою ток-шоу «Модний вирок» на Першому каналі. У 2008 році ця передача отримала премію ТЕФІ в номінації «Розважальна програма: спосіб життя».
За підсумками 2010 року увійшла в Top-25 популярних телеведучих Росії за версією TNS Росія. C 2011 читає лекції і дає майстер-класи про моду і стиль в компанії Сіті Клас.
З 2013 року є викладачкою на факультеті журналістики МДУ.

## Книги
У 2009 році випустила книгу «Russian style» у видавництві «Assouline» англійською та французькою мовами, презентація книги з автограф-сесією пройшла в Парижі.

### Думки про книги
У статті для газети The New York Times «Не російський роман, але нова Росія» (англ. Not a Russian Novel, but the Novel Russia) Natasha Singer пише про книгу Евеліни Хромченко: «Люди знають слова» горілка ", " балет ", " Єльцин ", — каже Евеліна Хромченко, автор книги. Крім того, вона є головним редактором російської версії журналу L'Officiel. — Я вирішила сказати їм кілька слів з російського словника "

## Цікаві факти
З 2002 року і станом на 2011 рік — запрошена лекторка у Вищій школі економіки, курс називається «Маркетинг та брендінг в глянцевих ЗМІ».
Виступила як кураторка арт-проектів та виставок «Валянки-Valenki» в ГМИИ ім. А. С. Пушкіна, «Блестящие голови» в Музеї сучасної історії Росії, «Ора-Іто — віртуальний пірат» в ГМИИ і ін.
| Література | Це незавершена стаття про літераторку. Ви можете допомогти проєкту, виправивши або дописавши її. |